# Mannophryne vulcano
Mannophryne vulcano é uma espécie de anfíbio anuro da família Dendrobatidae. Está presente na Venezuela. A UICN classificou-a como quase ameaçada.